# Nordin Jbari
Nordin Jbari (Saint-Josse-ten-Noode, 5 febbraio 1975) è un ex calciatore belga, di ruolo attaccante.

## Palmarès

### Club

#### Competizioni nazionali
- Campionato belga: 1

Club Brugge: 1997-1998